# Teognet
Teognet (Theognetus) fou un poeta còmic atenenc de la nova comèdia que va florir al segle III aC.
L'enciclopèdia Suides, donant com a font Ateneu, menciona algunes de les seves obres:
- Φάσμα ἢ Φιλάργυρος (Phasma e Philargyros "El fantasma o l'avar")
- Φιλοδέσποτος (Philodespotos "El que estima el seu amo")
- Κένταυρος (Kentauros "El centaure")

Ateneu de Naucratis no menciona El centaure però ha conservat fragments de les altres dues. La Mostellaria de Plaute probablement estava inspirada en l'obra El fantasma.